# Ukrainka (obwód omski)
Ukrainka (ros. Украинка) – wieś (sieło) w Rosji, w obwodzie omskim, w rejonie isilkulskim. Liczy 1263 mieszkańców.